# Eugnathia roseoliva
Eugnathia roseoliva là một loài bướm đêm trong họ Erebidae.